# 옛적부터 항상 계신 이

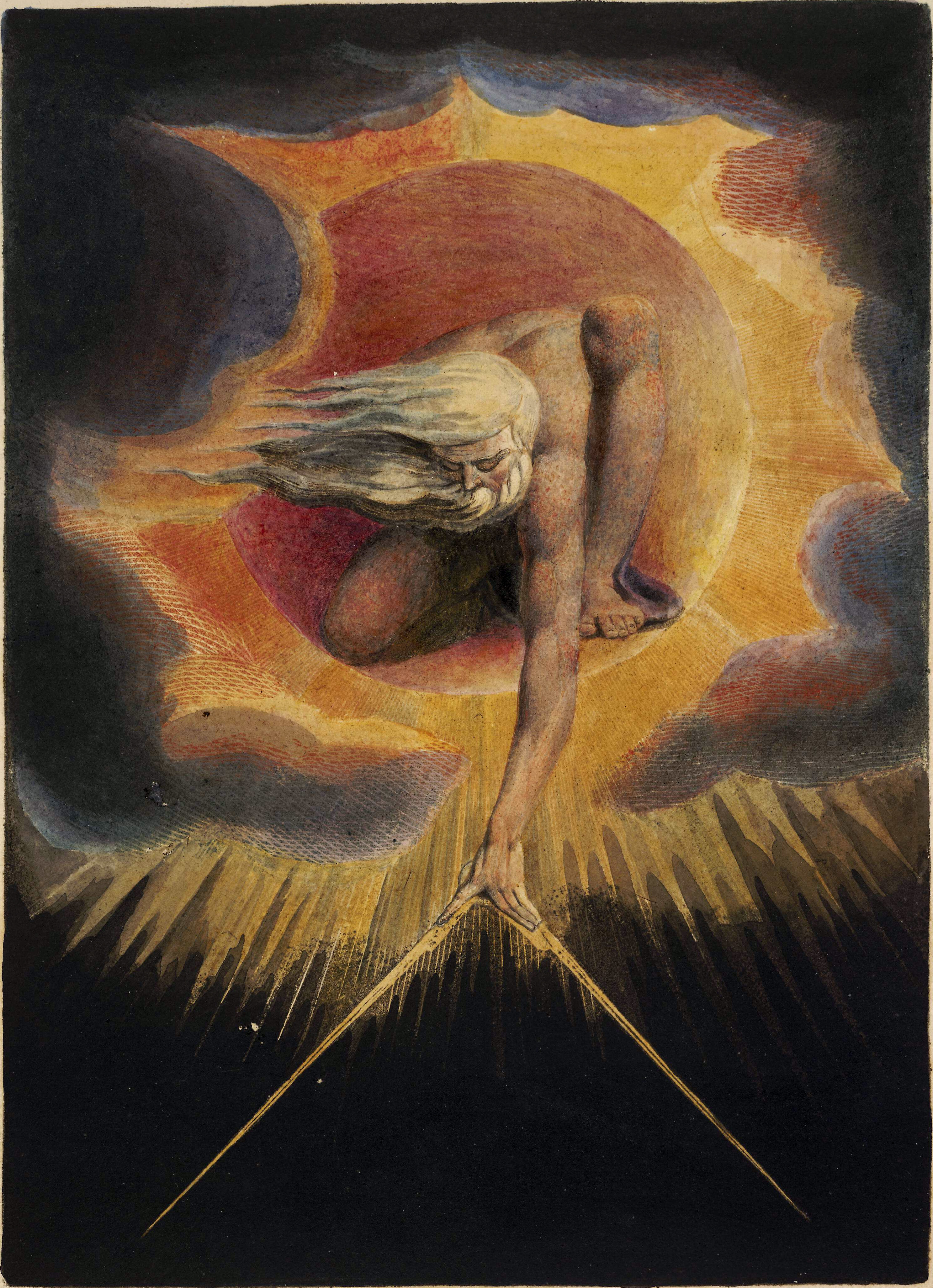
《옛적부터 항상 계신 이》(1794)
윌리엄 블레이크의 수채화.

옛적부터 항상 계신 이는 다니엘서에 나오는 하느님의 이름을 말한다. 이 용어는 다니엘서에서 아람어로 에틱 요민(atik yomin עַתִּיק יֹומִין)에서, 70인역에서 팔레오스 헤메론(palaios hemeron παλαιὸς ἡμερῶν), 그리고 불가타 역에서는 앤티쿠 디에룸(antiquus dierum)으로 나온다.

## 유대교
이 용어는 다니엘서에서 세 번 나타난다 (7:9, 13, 22) 하나님의 영원성을 나타내는 용어로 사용되었다.
내가 보니 왕좌가 놓이고 옛적부터 항상 계신 이가 좌정하셨는데 그의 옷은 희기가 눈 같고 그의 머리털은 깨끗한 양의 털 같고 그의 보좌는 불꽃이요 그의 바퀴는 타오르는 불이며. 다니엘 7:9 (개혁 개정)

## 같이 보기
- 성부

## 참고 문헌
- Cartlidge, David R., and Elliott, J.K.; Art and the Christian Apocrypha, Routledge, 2001, ISBN 0-415-23392-5, ISBN 978-0-415-23392-7, Google books T
- The Sorceress by Michael Scott, Delacorte Press, 2009, ISBN 978-0-385-73529-2